# 6 Hydrae
Cet article porte sur l'étoile a Hydrae. Elle ne doit pas être confondue avec α (Alpha) Hydrae.
Désignations
6 Hydrae (en abrégé 6 Hya) est une étoile géante de la constellation de l'Hydre. Elle porte également la désignation de Bayer de a Hydrae, 6 Hydrae étant sa désignation de Flamsteed. Elle est visible à l'œil nu avec une magnitude apparente de 4,98. D'après la mesure de sa parallaxe annuelle par le satellite Gaia, l'étoile est distante d'environ ∼ 421 a.l. (∼ 129 pc) de la Terre. Elle s'en rapproche à une vitesse radiale héliocentrique de −8 km/s. Eggen (1995) la répertorie comme un membre candidat du superamas d'IC 2391 par son mouvement propre.
6 Hydrae est une étoile géante rouge de type spectral K3 III, ce qui indique qu'elle a épuisé les réserves en hydrogène de son cœur et qu'elle a évolué en s'éloignant de la séquence principale. Le rayon de l'étoile est ainsi 33 environ fois plus grand que le rayon solaire, elle est 267 fois plus lumineuse que le Soleil et sa température de surface est de 4 080 K.